# Lyckeområdet
Lyckeområdet är en småort i Vedby socken i Klippans kommun, Skåne län. En mindre obefolkad del ligger i Perstorps kommun.